# Бретеш (замок)
Бретеш (фр. Château de la Bretesche) — дворцово-замковый комплекс в коммуне Мисийяк, департамент Атлантическая Луара региона Пеи-де-ла-Луар, Франция. Первый замок на этом месте был построен в XIV веке. Существующее ныне здание возведено в XIX веке в ходе масштабной реконструкции. По своему типу относится к замкам на воде. 
В январе 1926 года был внесён в список исторических памятников Франции.

## История

### Ранний период
Судя по косвенным данным на месте замка в X веке существовала оборонительная башня. Она выполняла роль форпоста города Ла-Рош-Бернар в герцогстве Бретань. 

Герб рода Марбре (дворянский род)

Непосредственно замок был построен в XIV веке. Первым известным владельцем замка стал Гийом де Марбре из знатного рода де Марбре. Его имя упоминается в документах 1498 году. Название крепости происходит от латинского Brittisca, то есть британский. В XV веке крепость расширили и перестроили. 

### XVI–XVIII века
В 1558 году, когда полководец Франсуа де Колиньи д'Андело прибыл для инспекции обороны побережья Бретани, он созвал дворянство провинции в замок Шато-де-ла-Бретеш. Этот комплекс и прилегающие земли достались ему в качестве приданого жены Клодин де Рьё из знатного рода де Рьё. Сюда же Франсуа де Колиньи д'Андело пригласил протестантизм проповедников. Всего за несколько недель десятки бретонских дворянских семей в районе Вилена обратились в протестантскую веру.
Во время Религиозных войн во второй половине XVI века замок был осаждён герцогом Филиппом Эммануэлем де Меркёром, губернатором Бретани. 
В ходе Великой французской революции в 1793 году крепость была разграблена и сожжена. 

### XIX век
Восстановлением комплекса уже в XIX веке занялся Жак Перрон.
В 1847 году Шато-де-ла-Бретеш был куплен у Жака Перрона семьей Монтегю. Члены этого рода в течение сорока пяти лет сменяли друг друга на посту мэров коммуны Миссилак. Уже в 1847 году маркиз де Монтегю приступил к реставрации и реконструкции замка. Проект подготовили нантские архитекторы Буазмен и Ле Дибердер. Резиденция гармонично сочетает в себе стили неоготики и неоренессанса. Окончательное архитектурное решение было утверждено маркизом Виолле-ле-Дюком. Его сын, Пьер, женившись на девушке из богатой и влиятельной семьи промышленников Вендель, направил полученные доходы для завершения работы.

### XX век
В 1926 году замок был внесен в список исторических памятников.
В 1965 году замок был продан компании, специализирующейся на следках с недвижимостью. Вскоре после этого комплекс разделили на респектабельные апартаменты, которые были проданы по отдельности разным частным лицам. Прежние хозяйственные постройки перестроили в отель-ресторан, а часть парка перратили в поле для гольфа.

## Описание
Замок расположен на острове в форме неправильного треугольника и целиком занимает его площадь. Главная резиденция расположена в восточной части и состоит из двух зданий. На остров можно попасть только по единственному мосту. В прежние времена он был подъёмным.  

## Современное использование
В настоящее время комплекс включает в себя роскошный отель, расположенный в одном из флигелей замка, 18-луночное поле для гольфа, парк площадью 200 гектаров, ресторан, отмеченный звездой Мишлен, и спа-центр. Всё это находится в собственности компании Bessé Signature.

## В массовой культуре
- В 1961 году Жорж Франжю снял в замке фильм «Убийца выходит из тени».
- В 1963 году замок служил фоном при съёмках фильма «Hardi ! Pardaillan[фр.]».
- В 2021 году в комплексе снимались сцены для сериала Франка Оливье «Jugée coupable[фр.]» с Гарансом Тено[фр.] в главной роли.

## Галерея

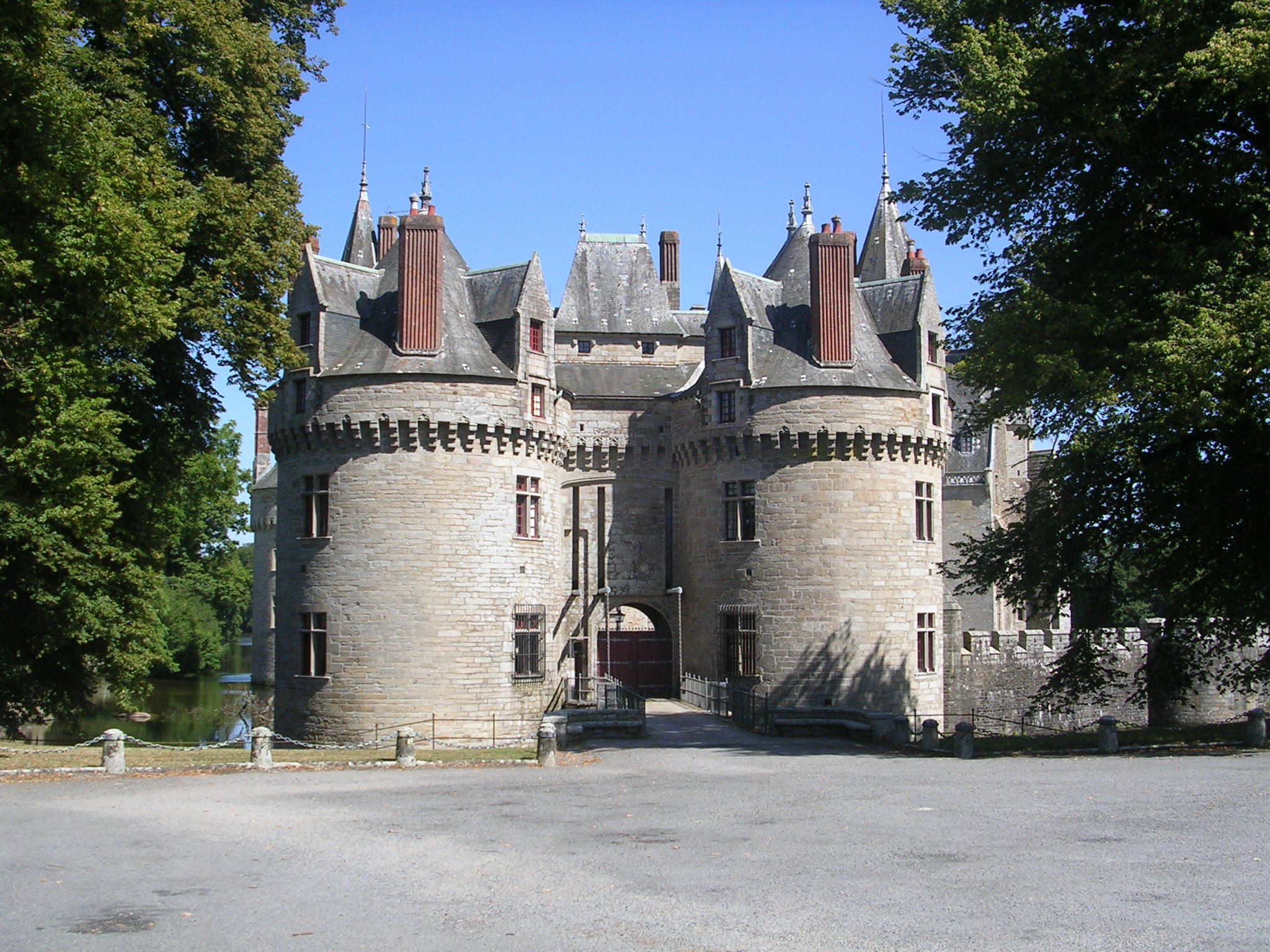
Башни у главных ворот, ведущих во внутренний двор
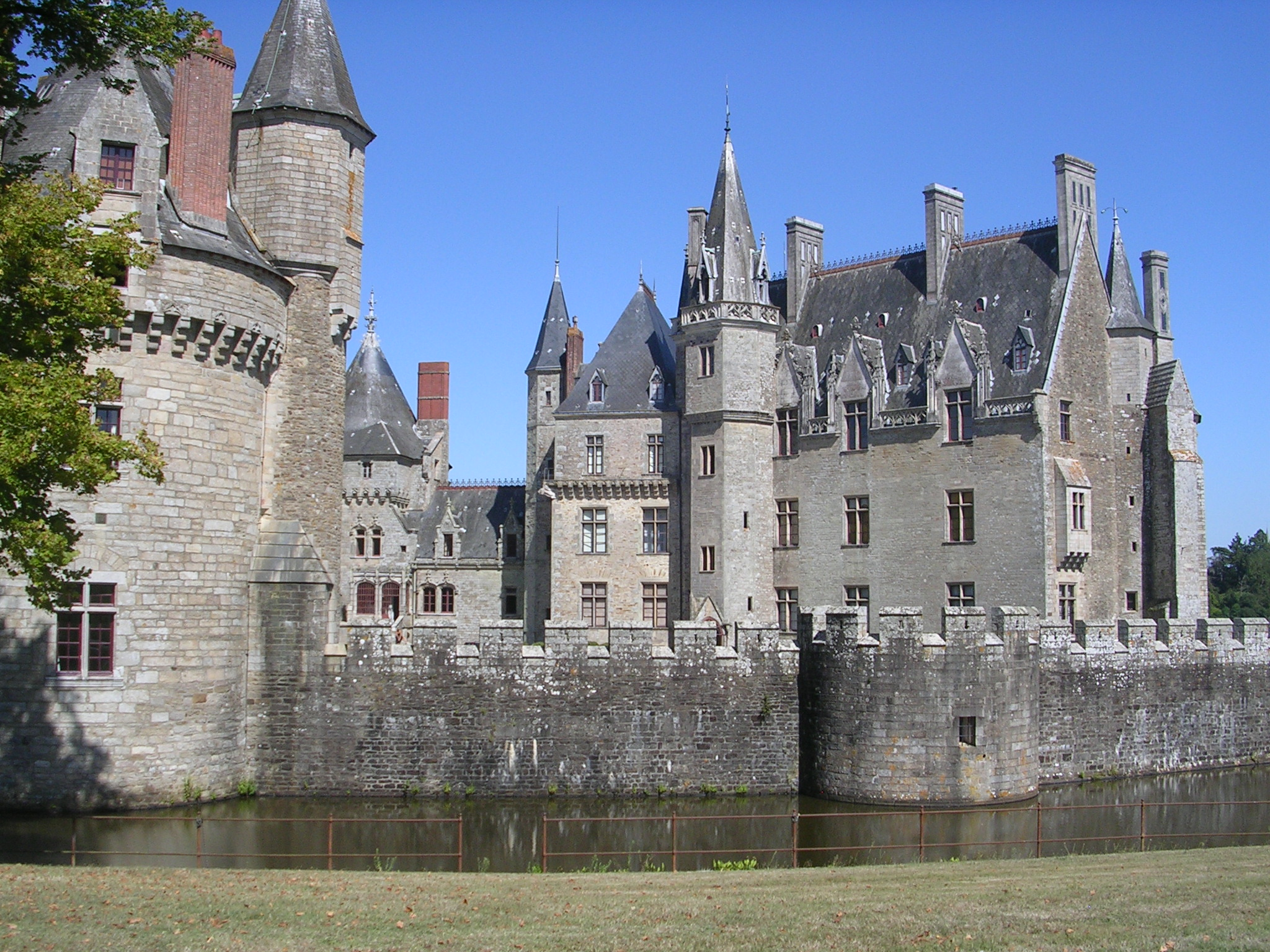
Фасады главной резиденции
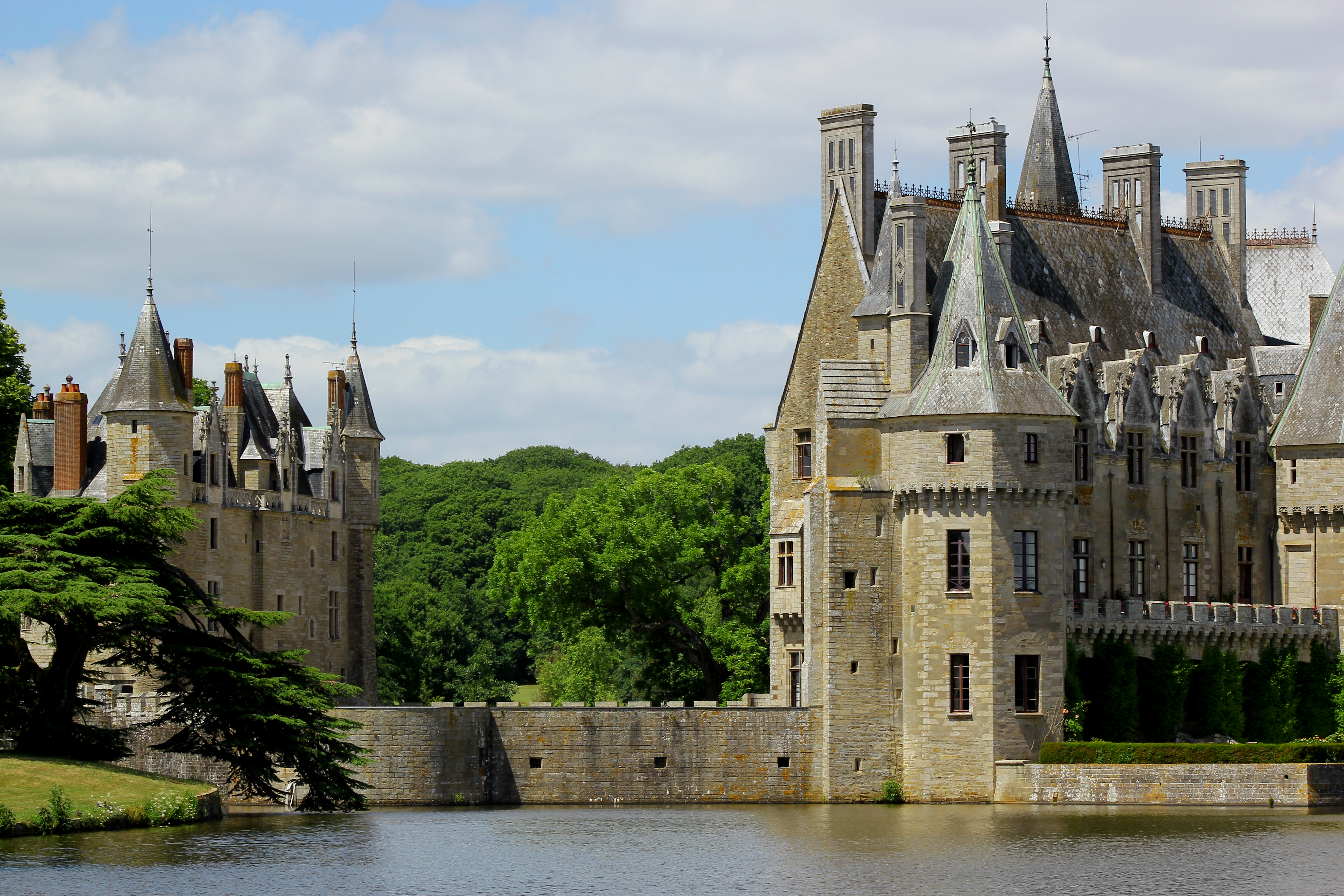
Вид замка со стороны озера
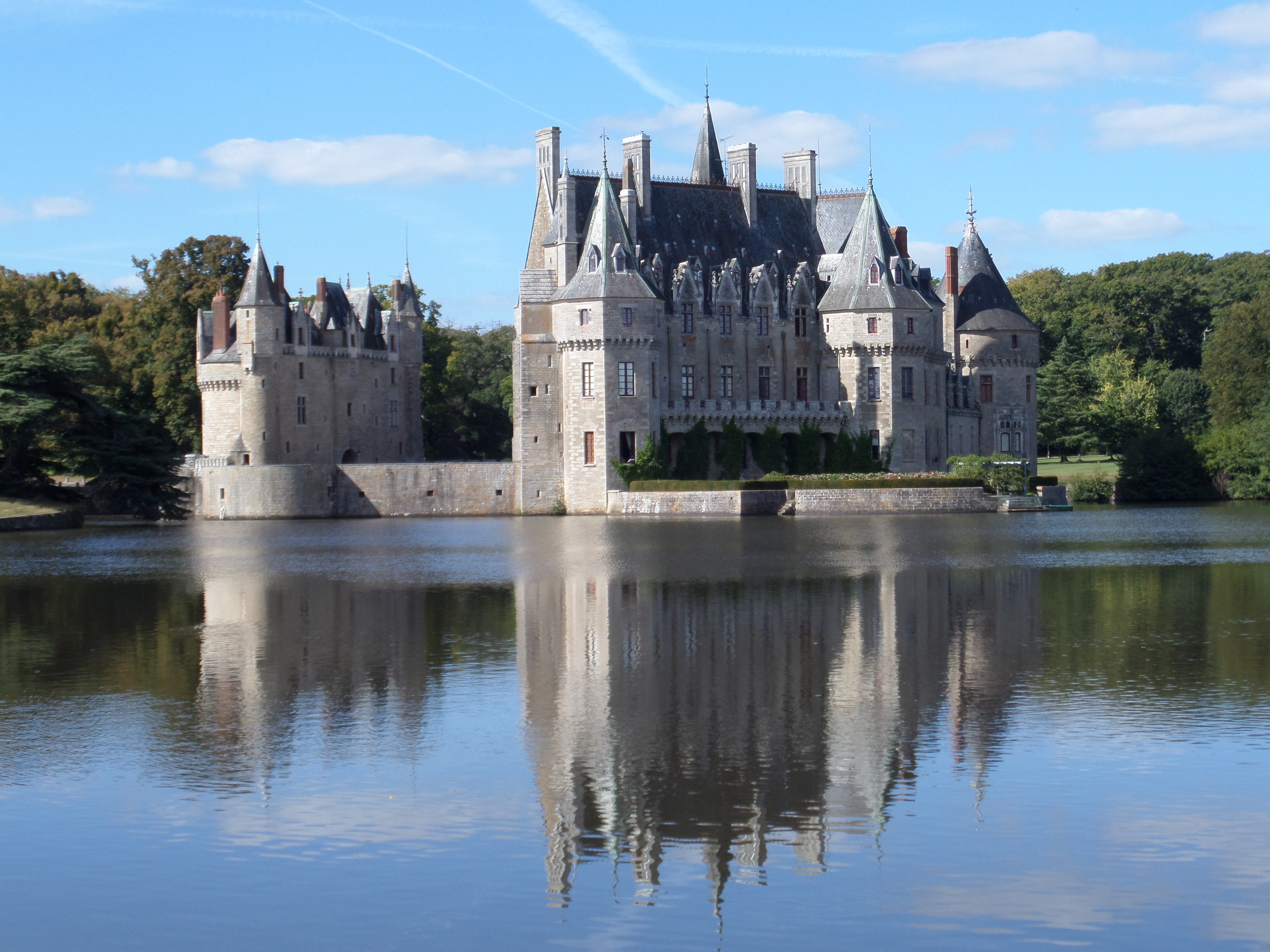
Общий вид комплекса